# Westheim, Bayern
Westheim är en kommun och ort i Landkreis Weißenburg-Gunzenhausen i Regierungsbezirk Mittelfranken i förbundslandet Bayern i Tyskland.  Westheim har cirka 1 200 invånare.
Kommunen ingår i kommunalförbundet Hahnenkamm tillsammans med köpingarna Gnotzheim och Heidenheim.